# (4262) DeVorkin
(4262) DeVorkin est un astéroïde de la ceinture principale.

## Description
(4262) DeVorkin est un astéroïde de la ceinture principale. Il fut découvert le 5 février 1989 à Yorii par Masaru Arai et Hiroshi Mori. Il présente une orbite caractérisée par un demi-grand axe de 2,30 UA, une excentricité de 0,22 et une inclinaison de 7,3° par rapport à l'écliptique.

## Compléments